# مقبرة برنب

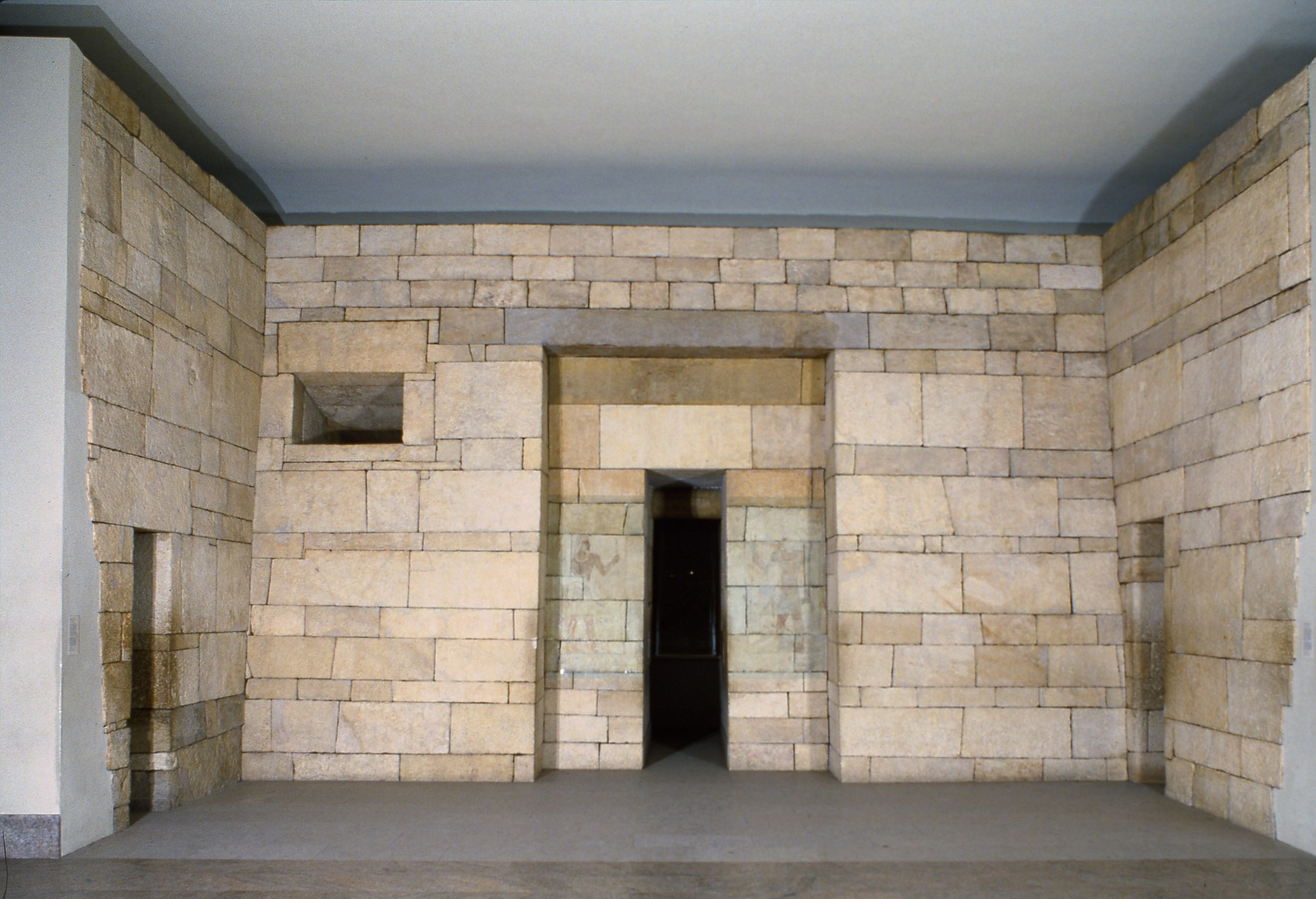
مقبرة برنب

مقبرة برنب هي مقبرة على طراز المصطبة من مصر القديمة، تم بناؤها في عهد جد كا رع وأوناس (حوالي 2381 قبل الميلاد إلى 2323 قبل الميلاد)، في مقبرة سقارة، شمال هرم زوسر المدرج وحوالي 30. كيلومترات جنوب الجيزة، مصر. من حجم المقبرة ومكانه ربما كان برنب مسؤولًا في البلاط أو أحد أفراد العائلة المالكة.
شيدت المقبرة خلال الأسرة الخامسة في المملكة المصرية القديمة. تم اكتشافها في عام 1907، وتم شراؤها من الحكومة المصرية في عام 1913 وتم تسليمها إلى متحف المتروبوليتان للفنون في مدينة نيويورك، من قبل إدوارد هاركنيس.
كان برنب مسؤولًا في البلاط الملكي في الأسرة المالكة وكان له دور في رداء وتتويج الملك. اسمه يعني «ربي خرج إلي». تم إرفاق قبره بالمقبرة الأكبر للوزير شيبسيس، الذي ربما كان والد برنب.

## وصف
تتكون المقبرة من حجرة دفن تحت الأرض ومصطبة من الحجر الجيري فوق الأرض. تنقسم المصطبة إلى أربع غرف، بما في ذلك مصلى القرابين الرئيسي المزخرف وغرفة القرابين الثانوية بمدخل منفصل. حجرة القرابين الثانوية متصلة بالسرداب، وهي غرفة مغلقة تحتوي على تمثال لبرنب، بفتحة يمكن أن تنتقل من خلالها رائحة البخور والهتافات إلى السرداب. كان عمود دفن بيرنب يقع على الجانب الأيمن من حجرة القرابين الرئيسية. تم تزيين مصلى القرابين الرئيسية بباب مزيف ونقوش مرسومة تصور بيرنب جالسًا على مائدة قرابين حيث يقدم الطعام والسلع الأخرى.

## العرض في متحف المتروبوليتان للفنون
تم تفكيك المقبرة في عام 1913 من قبل ألبرت ليثجوي وأمبروز لانسينغ بمساعدة عدد لا يحصى من العمال المصريين. تم إحضارها إلى الولايات المتحدة من سقارة في ذلك العام، حيث استلمتها ونظمتها كارولين رانسوم ويليامز. أعيد تجميعها في MMA، في المعرض D4.
تم فتح القبر للجمهور في 3 فبراير 1916 لما أطلق عليه رانسوم «الإقلطة العظيمة». كتبت إلى زميلها جيمس هنري برستد أن «الناس تم تشكيلهم في الصف الثاني على طول طريق العودة إلى مدخل الجادة الخامسة للدخول إلى الغرف. وتوضح المواقف الزجاجية المضاءة كهربائيًا الوضع السابق وإنزال القبر. هناك نوعان حالات للأشياء التي تم العثور عليها أثناء الحفريات بما في ذلك الجزء الأكبر من جمجمة برنب. يوضح نموذج المقبرة بأكملها موضع حجرة الدفن».
كتبت كتيبًا عن المقبرة موجهًا لعامة الناس وزوار المعرض، مقبرة بيرنب، مع الرسوم التوضيحية.
في موقعه الأصلي، كانت هناك مسلتان صغيرتان في الزوايا الغربية للفناء، تكريماً لإله الشمس رع. لم تعد هذه جزءًا من معرض المتحف.
اعتبارًا من عام 2018، كان عند مدخل مجموعة الفن المصري بالمتحف. يمكن للزوار دخول المقبرة والمشي عبر غرفها. تمت ترجمة بعض الهيروغليفية المصرية الداخلية إلى اللغة الإنجليزية.